# Faircoin
FairCoin (FAIR) is een milieuvriendelijke cryptovaluta en globaal betaalmiddel. De missie van FairCoin is het creëren van een betaalmiddel dat stabiel, wereldwijd en duurzaam is. Belangrijke waarden van het systeem van FairCoin zijn samenwerking, ethiek, solidariteit en transparantie. De waarde van 1 FAIR was op 19 maart 2018 €1,20.

## Kenmerken
FairCoin is gebaseerd op de blockchain-technologie net als de Bitcoin. De technologie achter FairCoin is Proof-of-Cooperation (POC), een algoritme speciaal ontwikkeld voor FairCoin. Dit algoritme gebruikt veel minder energie dan andere blockchains en maakt ook snellere transacties mogelijk. FairCoin gebruikt, in tegenstelling tot veel ander cryptogeld, geen mining maar 'Collaborative Validated Nodes' (CVNs). De CVN's creëren nieuwe blokken in de blockchain en beveiligen het netwerk.
Op handelsbeurzen voor cryptovaluta is het transactievolume laag in vergelijking met de marktkapitalisatie dan het geval is bij andere cryptovaluta. Dit omdat FairCoin bedoeld is om in te wisselen tegen echte goederen en services. De uitgifte van nieuwe FairCoin is bevroren na circa 53 miljoen FAIR. Er kan niet meer worden gemaakt door het maken van nieuwe blokken. Van de 53 miljoen FairCoins die in omloop zijn, waren op december 2016 32,5 miljoen in bezit van mensen die actief zijn in het FairCoop-ecosysteem en 11,5 miljoen waren in de handen van FairCoop-fondsen. De overige 9 miljoen waren in bezit van mensen buiten het FairCoop-systeem.